# Tramway de Konotop
Le tramway de Konotop est le réseau de tramways de la ville de Konotop, en Ukraine. Le réseau est composé de trois lignes pour 28 kilomètres de voies.  Il est en service depuis le 25 décembre 1949.

## Réseau actuel

### Aperçu général
Le réseau compte actuellement 3 lignes, d'une longueur de 27,8 km :
- 1 : Depowska – Zahrebellja (durée : 40 min)
- 2 : Rjaboschapka – Motordetal (durée : 50 min)
- 3 : Depowska – Rajon KVRZ (durée : 20 min)

Le réseau est l'un des plus petits d'Ukraine. Plusieurs des lignes n'ont qu'une voie. La partie de la rue où circule le tram n'a généralement pas une surface solide.
Les lignes de tramway Konotop sont desservies par les tramways KTM-5 (1975-1989) et K-1.
Les tramways circulent de 05h00 à 20h00. Le prix du tramway Konotop est de 2,00 ₴ (2018), quelle que soit la distance. Étant donné que la retraite est gratuite pour les retraités et que le tarif est de 5,50 ₴ , le tramway de la ville reste le moyen de transport public le plus populaire, pour lequel il n'existe pratiquement aucune alternative pour de nombreuses catégories de résidents .

### Histoire
Bien qu'un tramway ne soit apparu dans les rues de Konotop qu'à la fin de 1949, l'idée de sa création date de bien plus tôt. En 1913, le maire de l'époque, Hryhoriy Demchenko, fit pression pour que la gare et le centre-ville soient reliés par des rails de tramway.
Konotop est devenue l'une des dernières villes ukrainiennes où le système de tramway a été mis en service. Mais si ce n’était de l’initiative de la population locale, Konotop n'aurait probablement toujours pas de tramway, car la construction a débuté sans même attendre l’approbation de la documentation du projet.  Après près d'une saison complète de construction, le "plan de construction nationale" a pris la relève et pavait la voie de la gare jusqu'à l’usine "Red Metalist" (3,5 km ) ).
Ainsi, le 24 avril 1949, environ 3 000 personnes assistèrent aux premiers travaux et dès le 21 décembre (jour de l'anniversaire de Staline, qui signa un ordre le 15 août autorisant le Conseil des ministres de l'URSS à soumettre au Conseil des ministres de la RSS d'Ukraine l'approbation de l'acquisition de deux tramways à passagers de la série F » pour la ville de Konotop).
La construction rapide du tramway Konotop s’explique notamment par le fait que de nombreux spécialistes de la métallurgie et des voies ferrées vivaient et travaillaient en ville.